# ワスレナグモ
ワスレナグモ（学名：Calommata signata）は、クモ目ジグモ科に属するクモの一種である。名前の由来は、一度見つかりながら、その後数十年にわたり見つからず、もう忘れることのないようにということで命名されたという。

## 分布
中国・韓国・日本に分布する。日本では本州・四国・九州に分布する。

## 形態
体長は雄で5 - 8 mm、雌で13 - 18 mm。雌雄では別種かと思われるほどに姿が異なり、実際に雄が別種として報告されたこともある。
雌は全体にジグモに似るが、顎や歩脚が太く、全体にずんぐりして見える。また、第一脚のみが特に華奢になっている。体色は褐色で、斑紋等はない。
全体に柔らかな毛が生えている。顎は巨大で、背面に盛り上がる。真ん中よりやや後ろが最も太くなっている。頭胸部は中央がもっとも幅広く、前方中央に隆起があってその上に2眼、両側の下に3個ずつの眼が配置する。腹部は楕円形で丸く膨らむ。
これに対して、雄は小さいだけでなく、体色は暗い褐色で、顎は貧弱で歩脚は細長く、胴体も小さいため、趣を全く異にする。触肢の先端は大きく膨らんでよく目立つ。

## 分類
ヴィルヘルム・デーニッツが東京で採集した雌6個体に基づき、1879年にフェルディナンド・カルシュにより記載された。1906年にヴィルヘルム・ベーゼンベルクとエンブリック・ストランドによってフンボルト博物館に所蔵されていたタイプ標本が再記載された。一方で原記載以降1943年まで雌個体の採集記録がなく、日本で発見されたにもかかわらず国内に本種の標本は存在しないと考えられていた。カルシュらによる記載から本種のありようを想像するしかない状況を憂いた岸田久吉により、1913年にワスレナグモの和名が与えられた。なお雄個体は発見・採集されていたものの、形態が大きく異なることから別種のヒメワスレナグモC. pumilaとして報告されていた。
2009年時点で同属は東南アジアに6種あるが、日本には本種のみを産する。

## 生態
畑や草地、庭に生息する。平らな地面に10 - 30 cmほどの縦穴を掘り、通りかかった虫を捕らえて引きずり込む。トタテグモ類と異なり、穴には扉がついておらず、そのままの面か、周囲の地面よりやや突き出す形で丸い穴が開いているだけである。これはジグモの巣が地表で切り取られたような形であるが、そのほかに、口から周囲の地表に放射状に糸が張られる。これは触糸（受信糸とも）と呼ばれ、これに昆虫が触れるとクモがそれを関知するとされる。
クモは夜間には入り口付近におり、近づいた昆虫に飛びかかるようにして捕獲して食べる。なお、雨天の時には入り口を糸の層で封じる。
ちなみに、ジグモは平らな地面に穴を掘ることができないが、本種は可能である。たとえば飼育する際、容器に土を入れてその表面を平らに均すと、ジグモは穴を掘れないが、本種はその状態から穴が掘れる。

## 種の保全状態評価
- 準絶滅危惧（NT）（環境省レッドリスト）[1]